# Leia fascipennis
Leia fascipennis är en tvåvingeart som beskrevs av Johann Wilhelm Meigen 1818. Leia fascipennis ingår i släktet Leia och familjen svampmyggor. Arten är reproducerande i Sverige. Inga underarter finns listade i Catalogue of Life.